# Horst Trimhold
Horst Trimhold (Essen, 4 febbraio 1941 – Hanau, 8 aprile 2021) è stato un calciatore tedesco, di ruolo centrocampista e attaccante.

## Palmarès

### Club

#### Competizioni nazionali
- Coppa di Germania: 1

SW Essen: 1958-1959